# どんないいこと
「どんないいこと」は、SMAPの18枚目のシングル。1995年9月9日にビクターエンタテインメントから発売された。

## 概要
- 「どんないいこと」は1996年3月3日発売の『SMAP 008 TACOMAX』（アルバムバージョン）、1997年3月26日発売の『WOOL』（別アルバムバージョン。）、2001年3月23日発売の『Smap Vest』、2001年8月8日発売の『pamS』（全英詞バージョン、5人による再録版「Every You」）に収録されている。
- カップリングの「泣いてごらん」はアルバム未収録。
- 高橋幸宏がアルバム「Portrait With No Name」に「どんないいこと」のカバーを収録している。
- R&BシンガーDOUBLEがシングル「Desire」に全編英語歌詞版の「Every You」のカバーを収録している。
- 本作から2003年の「世界に一つだけの花」までの18枚では、カラオケ・ヴァージョンのことをmusic track (ミュージック・トラック) として表記している。
- 『SMAP 008 TACOMAX』にはバックトラックをオマー・ハキム（ドラムス）、アンソニー・ジャクソン（ベース）、Wah Wah Watson（ギター）、フィル・ウッズ（アルト・サックス）、ラルフ・マクドナルド（パーカッション）の生演奏に差し替えたアルバムバージョンが収録されている。
- 『WOOL』収録版はシングルバージョンをベースにアルバムバージョンのWah Wah Watsonのギター、フィル・ウッズのアルト・サックスソロ、ラルフ・マクドナルドのパーカッションを追加した合体バージョンになっている。
- 「どんないいこと」は、全てのパートを複数人で歌っており、Aメロを中居、森、草彅、Bメロを木村、稲垣、香取が担当している。その後もメモリッピーズ等様々な場面で歌われるが、毎回パート割が違う。
- なお、本シングルのジャケ写で、メンバーが着用している衣装は、「JOHNNYS WORLD VISUAL RECORD 第5巻」に収録されている「がんばりましょう」のMVで着用している衣装と同じである。

## チャート成績
- 1995年9月18日付のオリコン週間シングルランキングで、初週22.1万枚を売り上げ、初登場1位を獲得した。
- 累計売上は53.8万枚（オリコン調べ）。

## 収録曲
1. どんないいこと
作詞:大倉浩平 / 作曲・編曲:庄野賢一 / コーラスアレンジ:岩田雅之
  - 草彅剛・香取慎吾出演 カルビー「ポテトチップス」CMソング
2. 泣いてごらん
作詞:森浩美 / 作曲・編曲:ZAKI  / コーラスアレンジ:岩田雅之
  - JR東日本テーマソング
  - 中居正広・香取慎吾出演 ローソン「JOHNNYS WORLD VISUAL RECORD」CMソング
3. どんないいこと（music track）
4. 泣いてごらん（music track）

## 収録アルバム
- SMAP 008 TACOMAX（#1）
  - アルバム・バージョンを収録。
- WOOL（#1）
  - 別アルバム・バージョンを収録。
- Smap Vest（#1）
- pamS（#1）
  - 英語バージョンを収録。

## 映像作品
どんないいこと
- SMAP 007 MOVIES〜Summer Minna Atsumare Party
- SMAP Winter Concert 1995-1996
- SMAP 010 "TEN"
  - 5人体制 初披露
- 1997 SMAP LIVE ス
- LIVE pamS
  - 稲垣が謹慎の為4人で披露
- SMAP 2008 super.modern.artistic.performance tour
- Mr.S "saikou de saikou no CONCERT TOUR"（通常盤）
- Clip! Smap! コンプリートシングルス（PV映像）